# Voluntari
Voluntari (rumænsk udrtale: [volunˈtarʲ]) er en by i distriktet  Ilfov  i Muntenien i Rumænien. Den ligger i en afstand af 1 km fra den nordlige grænse til Bukarest (på hovedvejen DN2 mod Urziceni) og bliver derfor ofte betragtet som en forstad til Bukarest.
Befolkningen er på 47.366 (2021) , med en etnisk sammensætning, blandt dem for hvem der er data tilgængelige, på 94,8 % rumænere, 1,3 % romaer, 0,9 % kinesere , 0,5 % tyrkere og 2,5 % af andre etniske grupper.
Den lave jordpris, nærheden til Bukarest og den nemme og pålidelige adgang til både jernbanenettet og vejnet har gjort det muligt at udvikle industri- og handelsfaciliteter, især inden for let industri og import/eksporthandel. Byens produktionsskøn er steget med over 25 % mellem 2001 og 2005. Selv med en så høj udviklingshastighed er der mange indbyggere, der pendler til Bukarest. Voluntari er hjemsted for et indkøbscenter kendt som Jolie Ville Galleria, samt hovedkvarter for selskabet Vodafone Romania.
Voluntari betyder bogstaveligt talt "Frivillige" på rumænsk, da den blev grundlagt af de frivillige soldater, der kæmpede for Rumænien under Første Verdenskrig og fik grunde til at bygge deres hjem der efter krigen. Bebyggelsen fik bystatus i 2004.